# Salvia verticillata
La salvia spuria (nome scientifico Salvia verticillata L., 1753) è una piccola pianta perenne erbacea aromatica dai delicati fiori labiati appartenente alla famiglia delle Lamiaceae.

## Etimologia
Il nome generico (Salvia) deriva dal latino "salvus" ( = salvare, sicuro, bene, sano) un nome antico per questo gruppo di piante dalle presunte proprietà medicinali. L'epiteto specifico (verticillata) indica una infiorescenza disposta a verticilli sovrapposti.
Il nome scientifico della specie è stato definito da Linneo (1707 – 1778), conosciuto anche come Carl von Linné, biologo e scrittore svedese considerato il padre della moderna classificazione scientifica degli organismi viventi, nella pubblicazione "Species Plantarum - 1: 26. 1753" del 1753.

## Descrizione

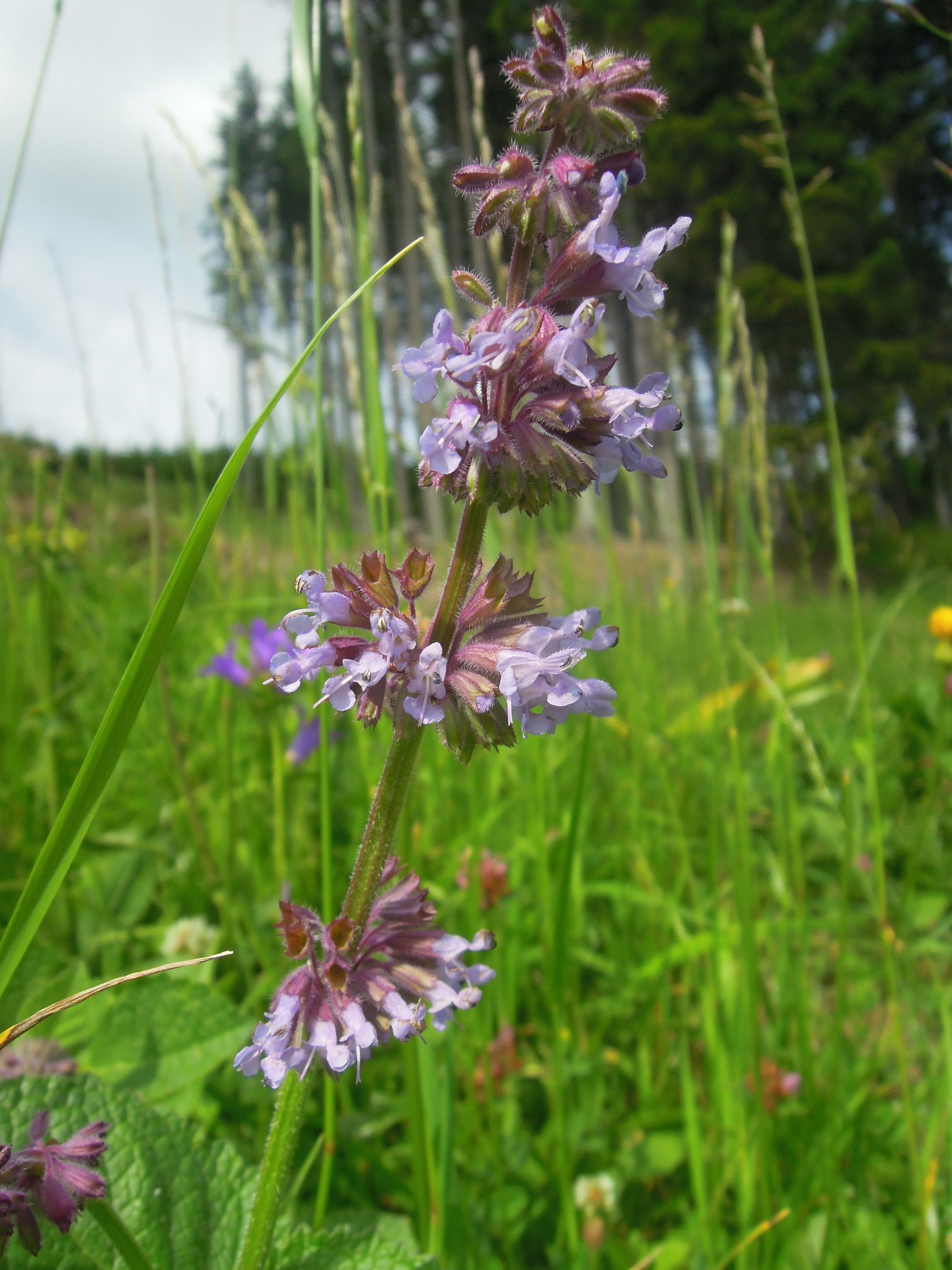
Il portamento

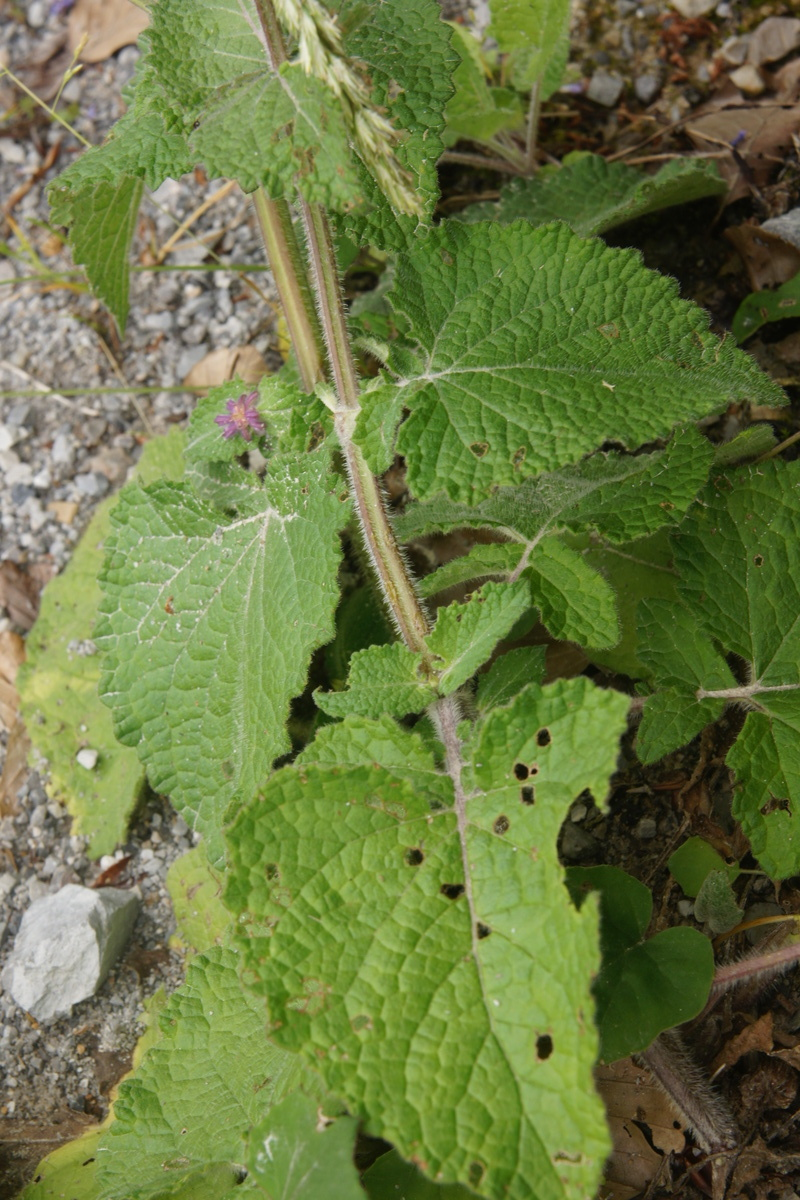
Le foglie

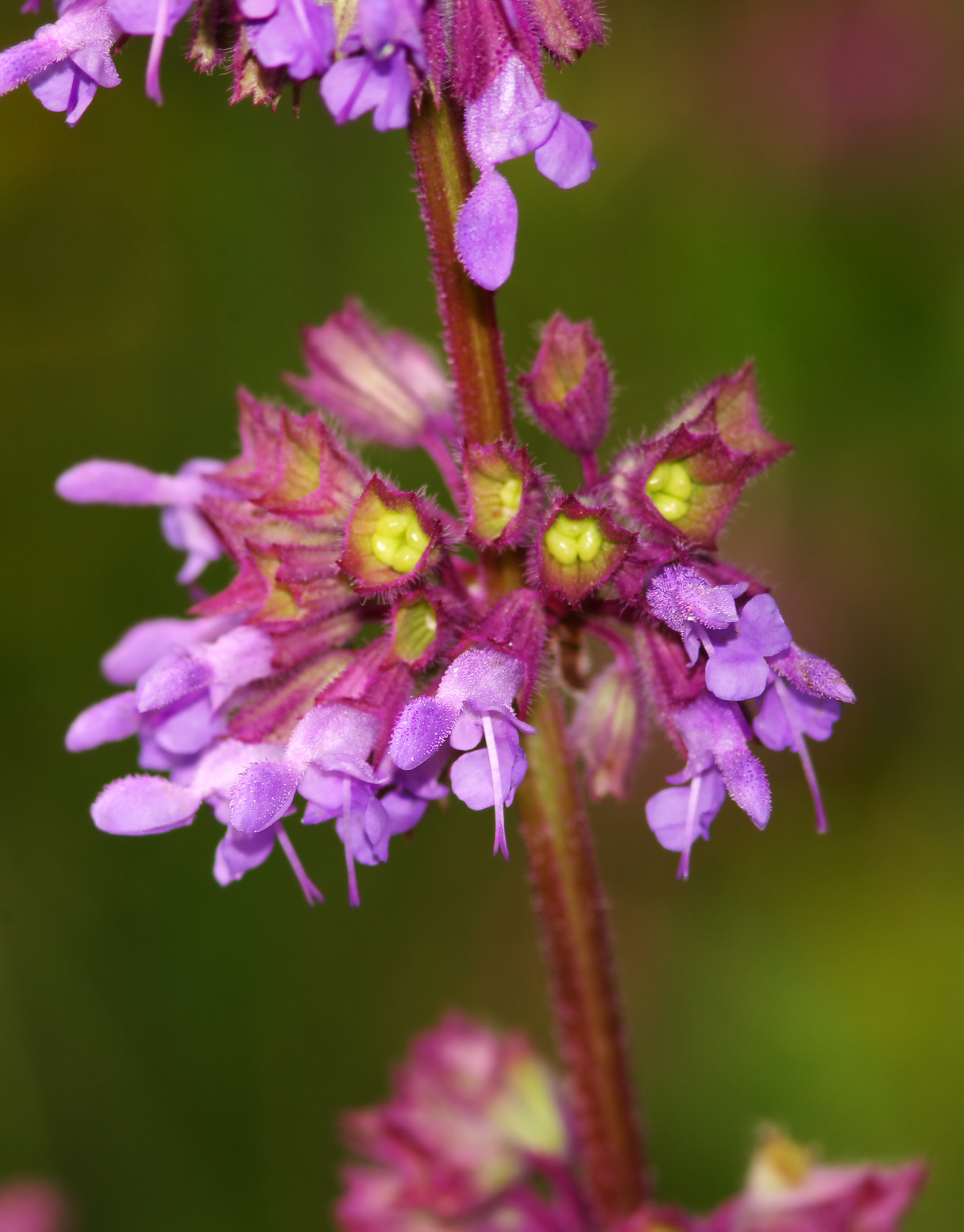
Infiorescenza

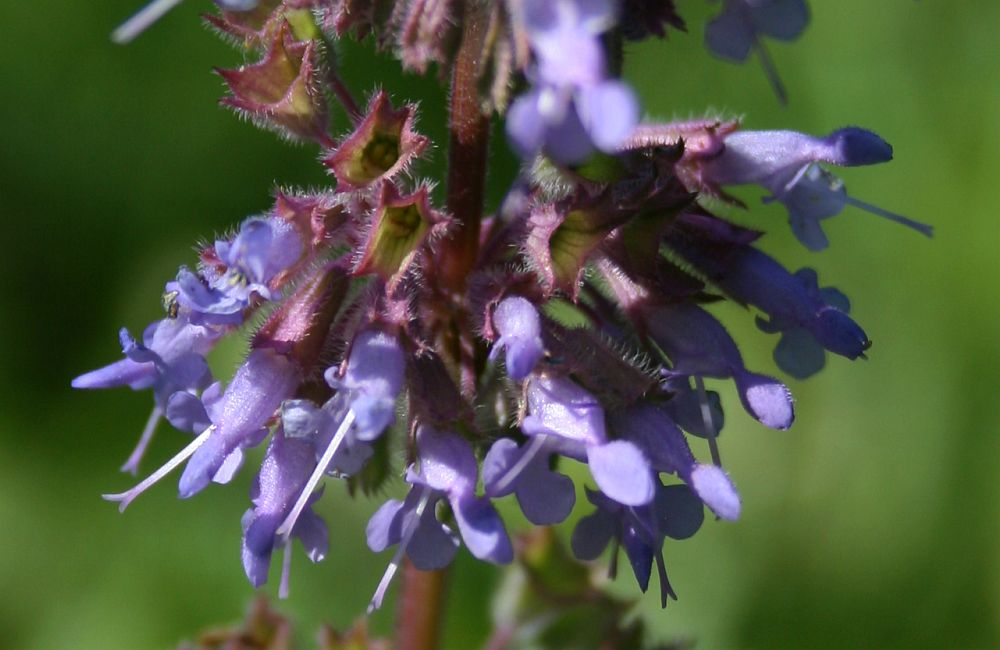
I fiori

L'altezza di queste piante varia da 3 a 8 dm. La forma biologica è emicriptofita scaposa (H scap), ossia in generale sono piante erbacee, a ciclo biologico perenne, con gemme svernanti al livello del suolo e protette dalla lettiera o dalla neve e sono dotate di un asse fiorale eretto e spesso privo di foglie.

### Radici
Le radici sono secondarie da rizoma.

### Fusto
- Fusto ipogeo: la parte sotterranea del fusto consiste in un rizoma scuro a portamento orizzontale.
- Fusto epigeo: la parte aerea del fusto è eretta e semplice o con rami brevi più o meno eretti. I fusti sono a sezione quadrangolare (a causa della presenza di fasci di collenchima posti nei quattro vertici).

### Foglie
Le foglie si dividono in "inferiori"  e "superiori". Le foglie inferiori sono picciolate con apice ingrossato e due foglioline (segmenti) lanceolati, mentre la lamina è cuoriforme con margini grossolanamente dentati. Le foglie superiori sono più piccole e sono subsessili. Lunghezza del picciolo delle foglie inferiori: 2 – 5 cm. Dimensione dei due segmenti lanceolati: larghezza 4 – 8 mm; lunghezza 10 – 17 mm. Dimensione della lamina cuoriforme: larghezza 5 – 8 cm; lunghezza 8 – 12 cm.

### Infiorescenza
Le infiorescenze sono dei spicastri cilindrici terminali o ascellari e sono formate da verticillastri sovrapposti e distanziati di 15 - 30 fiori peduncolati e più o meno nutanti. Dimensione del peduncolo: 3 – 5 mm.

### Fiore
I fiori sono ermafroditi, zigomorfi, tetraciclici (con i quattro verticilli fondamentali delle Angiosperme: calice– corolla – androceo – gineceo) e pentameri (ogni verticillo ha 5 elementi). Lunghezza dei fiori: 8 – 15 mm.
- Formula fiorale. Per la famiglia di queste piante viene indicata la seguente formula fiorale:

X, K (5), [C (2+3), A 2+2] G (2), supero, 4 nucule
- Calice: il calice è un tubo ispido (gamosepalo - i sepali sono 5 e sono concresciuti) e zigomorfo (le fauci terminano in modo bilabiato con dei denti spinulosi: tre nella parte superiore e due in quella inferiore). Il calice è percorso da alcune nervature longitudinali. Lunghezza del calice: 4 – 5 mm.
- Corolla: la corolla è un tubo terminante in modo bilabiato (corolla gamopetala formata da 5 petali con struttura 2/3 e zigomorfa). Il labbro superiore è simile ad un cappuccio allungato e ricurvo (è convesso verso l'alto e ristretto verso alla base); il labbro inferiore è formato da tre lobi (quello centrale è più grande di tutti ed è concavo). La gola interna è provvista di una anello di peli per evitare l'intrusione di insetti troppo piccoli e non graditi.[4] Il colore è violaceo-bluastro. Lunghezza della corolla: 8 – 11 mm.
- Androceo: gli stami sono ridotti a due (il paio posteriore è vestigiale o assente), tutti fertili e con filamenti paralleli (non convergenti); sono inoltre inclusi (al massimo sporgono le antere) e sono avvicinati alla parte superiore della corolla. Il tessuto connettivo tra le teche in queste specie è molto sviluppato e le antere sono del tipo a bilanciere con un meccanismo adatto all'impollinazione incrociata ("meccanismo a leva"[14]). I granuli pollinici sono del tipo tricolpato o esacolpato.
- Gineceo: l'ovario è supero (o semi-infero) formato da due carpelli saldati (ovario bicarpellare) ed è 4-loculare per la presenza di falsi setti divisori all'interno dei due carpelli. La placentazione è assile. Gli ovuli sono 4 (uno per ogni presunto loculo), hanno un tegumento e sono tenuinucellati (con la nocella, stadio primordiale dell'ovulo, ridotta a poche cellule).[15]. Lo stilo inserito alla base dell'ovario (stilo ginobasico) è del tipo filiforme e più lungo degli stami (in genere sporge dalla corolla). Lo stigma è bifido. Il nettario è un disco (a 4 lobi) alla base e intorno all'ovario più sviluppato anteriormente e ricco di nettare.
- Fioritura: da giugno a settembre.

### Frutti
Il frutto è un tetrachenio (composto da quattro nucule). La forma è più o meno ovoidale (o più o meno trigona). I semi, di colore marrone scuro, sono sprovvisti di endosperma e sono piccolissimi (in un grammo ne stanno oltre 200).

## Riproduzione
- Impollinazione: l'impollinazione avviene tramite insetti tipo ditteri e imenotteri, raramente lepidotteri (impollinazione entomogama) oppure uccelli.[16]
- Riproduzione: la fecondazione avviene fondamentalmente tramite l'impollinazione dei fiori (vedi sopra).
- Dispersione: i semi cadendo a terra (dopo essere stati trasportati per alcuni metri dal vento – disseminazione anemocora) sono successivamente dispersi soprattutto da insetti tipo formiche (disseminazione mirmecoria).

## Distribuzione e habitat

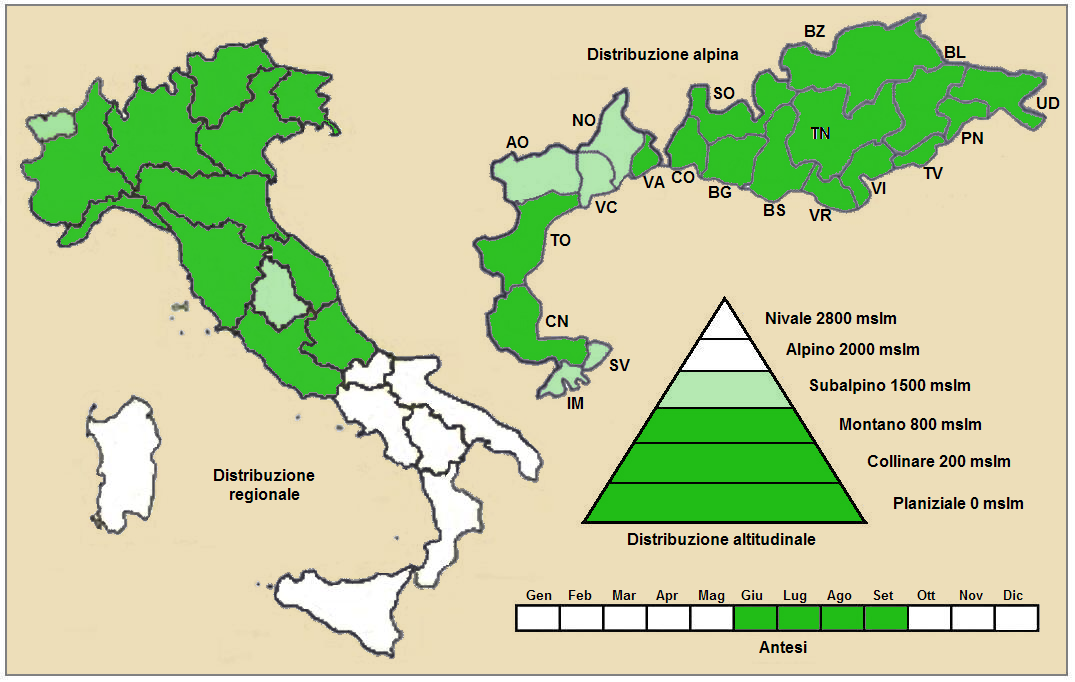
Distribuzione della pianta
(Distribuzione regionale – Distribuzione alpina)

- Geoelemento: il tipo corologico (area di origine) è Orofita Sud Europeo - Caucasico o anche Mediterraneo.
- Distribuzione: in Italia è una specie rara e si trova nel Settentrione. Nelle Alpi italiane è presente in quasi tutte le regioni. Fuori dall'Italia, sempre nelle Alpi, questa specie si trova in Francia, Svizzera, Austria e Slovenia. Sugli altri rilievi europei collegati alle Alpi si trova nella Foresta Nera, Vosgi, Massiccio del Giura, Massiccio Centrale, Pirenei, Monti Balcani e Carpazi.[18]
- Habitat: l'habitat tipico sono i ruderi e le zone incolte; ma anche le praterie, i prati e i pascoli aridi dal piano collinare al piano montano. Il substrato preferito è calcareo con pH basico, alti valori nutrizionali del terreno che deve essere secco.[18]
- Distribuzione altitudinale: sui rilievi queste piante si possono trovare fino a 1800 m s.l.m.; frequentano quindi i seguenti piani vegetazionali: collinare e montano e in parte quello subalpino (oltre a quello planiziale – a livello del mare).

### Fitosociologia
Dal punto di vista fitosociologico alpino Salvia verticillata appartiene alla seguente comunità vegetale:
- Formazione: delle comunità perenni nitrofile

- Classe: Artemisietea vulgaris

- Ordine: Onopordetalia acanthii

## Tassonomia
La famiglia di appartenenza della specie (Lamiaceae), molto numerosa con circa 250 generi e quasi 7000 specie, ha il principale centro di differenziazione nel bacino del Mediterraneo e sono piante per lo più xerofile (in Brasile sono presenti anche specie arboree). Per la presenza di sostanze aromatiche, molte specie di questa famiglia sono usate in cucina come condimento, in profumeria, liquoreria e farmacia. La famiglia è suddivisa in 7 sottofamiglie: il genere Salvia è descritto nella tribù Mentheae (sottotribù Salviinae) appartenente alla sottofamiglia Nepetoideae. Nelle classificazioni più vecchie la famiglia Lamiaceae viene chiamata Labiatae.
Il numero cromosomico di S. verticillata è: 2n = 16.

### Filogenesi

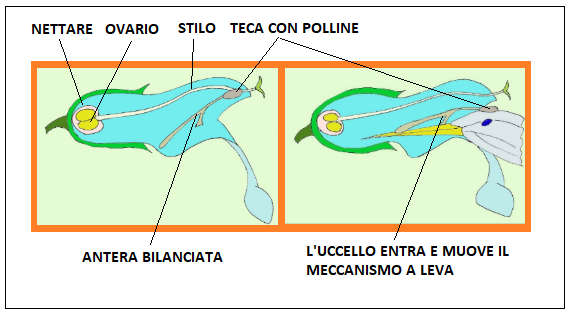
Meccanismo a leva

Il genere Salvia è molto grande e comprende oltre 1000 specie distribuite in cinque centri di diversità tra l'America, l'Africa e l'Eurasia. Secondo gli ultimi studi filogenetici sulle regioni nucleari e cloroplastiche del DNA il genere Salvia non è monofiletico ed è suddiviso in 3 grandi cladi. La specie S. verticillata si trova nel sottoclade "A" del primo clade. Questo sottoclade è caratterizzato dall'aborto della teca posteriore ma non della relativa fusione del connettivo. Si crea così comunque il "meccanismo a leva" tipico della Salvia dove l'impollinatore è costretto ad attivare la leva per accedere al nettare facilitando in questo modo il trasferimento del polline sulla parte superiore dell'insetto (o uccello) pronubo.

### Sottospecie
Per questa specie sono riconosciute come valide due seguenti sottospecie:
- subsp. verticillata: è la stirpe principale in Italia; si trova anche nel resto dell'Europa (zone nordiche escluse) compresa la Transcaucasia e l'Anatolia.[22]
- subsp. amasiaca (Freyn & Bornm.) Bornm., 1908 (basionimo Salvia amasiaca Freyn & Bornm.): si trova nella Transcaucasia e nella Anatolia.[23]

### Sinonimi
Questa entità ha avuto nel tempo diverse nomenclature. L'elenco seguente indica alcuni tra i sinonimi più frequenti:
- Covola verticillata (L.) Medik.
- Hemisphace verticillata (L.) Opiz
- Horminum verticillatum (L.) Mill.
- Salvia lampsanifolia Vahl ex Steud.
- Salvia mollis Donn
- Salvia peloponnesiaca Boiss. & Heldr.
- Salvia regeliana Trautv.
- Salvia uberrima Rech.f.
- Salvia verticillata f. natronata Simonk.
- Salvia verticillata var. parvifolia K.Koch
- Sphacopsis verticillata (L.) Briq.
- Salvia paalii Pénzes (sinonimo della sottospecie amasiaca)

## Altre notizie
La salvia verticillata in altre lingue è chiamata nei seguenti modi:
- (DE)  Quirl-Salbei
- (FR)  Sauge verticillée
- (EN)  Whorled Clary